# Salaheddine Mraouni
Salaheddine Mraouni (28 de diciembre de 1992) es un ciclista marroquí. Debutó como profesional con el equipo Kuwait-Cartucho.es en 2017.

## Palmarés
2014 (como amateur)
- 1 etapa del Gran Premio de Chantal Biya
- 2 etapas del Tour de Ruanda
- 2.º en el Campeonato de Marruecos en Ruta

2015 (como amateur)
- UCI Africa Tour
- Les Challenges Marche Verte G. P. Sakia El Hamra
- Challenge du Prince-Trophée Princier

2016 (como amateur)
- 1 etapa de la Vuelta a Marruecos

2017
- 2 etapas del Tour de Camerún
- 1 etapa de la Vuelta a Marruecos
- Tour de Faso

## Resultados en Grandes Vueltas y Campeonatos del Mundo
Durante su carrera deportiva ha conseguido los siguientes puestos en las Grandes Vueltas y en los Campeonatos del Mundo en carretera:
| Carrera         | Carrera         | 2016 | 2017 |
| --------------- | --------------- | ---- | ---- |
|                 | Giro de Italia  | —    | —    |
|                 | Tour de Francia | —    | —    |
|                 | Vuelta a España | —    | —    |
| Mundial en Ruta | Mundial en Ruta | Ab.  | Ab.  |

—: No participa

Ab.: Abandono

## Equipos
- Kuwait-Cartucho.es (2017)